# Grande Prêmio do Reino Unido de 2016 (MotoGP)
O Grande Prêmio da MotoGP do Reino Unido de 2016 ocorreu em 04 de setembro.

## Resultados

### Classificação MotoGP
| Pos | Piloto           | Equipe                        | Moto    | Tempo     | Pontos |
| --- | ---------------- | ----------------------------- | ------- | --------- | ------ |
| 1   | Maverick Viñales | Team SUZUKI ECSTAR            | Suzuki  | 39'03.559 | 25     |
| 2   | Cal Crutchlow    | LCR Honda                     | Honda   | +3.480    | 20     |
| 3   | Valentino Rossi  | Movistar Yamaha MotoGP        | Yamaha  | +4.063    | 16     |
| 4   | Marc Marquez     | Repsol Honda Team             | Honda   | +5.992    | 13     |
| 5   | Dani Pedrosa     | Repsol Honda Team             | Honda   | +6.381    | 11     |
| 6   | Andrea Dovizioso | Ducati Team                   | Ducati  | +12.303   | 10     |
| 7   | Aleix Espargaro  | Team SUZUKI ECSTAR            | Suzuki  | +16.672   | 9      |
| 8   | Jorge Lorenzo    | Movistar Yamaha MotoGP        | Yamaha  | +19.432   | 8      |
| 9   | Danilo Petrucci  | OCTO Pramac Yakhnich          | Ducati  | +25.618   | 7      |
| 10  | Alvaro Bautista  | Aprilia Racing Team Gresini   | Aprilia | +32.084   | 6      |
| 11  | Yonny Hernandez  | Pull & Bear Aspar Team        | Ducati  | +36.131   | 5      |
| 12  | Eugene Laverty   | Pull & Bear Aspar Team        | Ducati  | +39.130   | 4      |
| 13  | Alex Lowes       | Monster Yamaha Tech 3         | Yamaha  | +40.143   | 3      |
| 14  | Hector Barbera   | Avintia Racing                | Ducati  | +41.356   | 2      |
| 15  | Tito Rabat       | Estrella Galicia 0,0 Marc VDS | Honda   | +41.943   | 1      |
| 16  | Jack Miller      | Estrella Galicia 0,0 Marc VDS | Honda   | +47.610   | 0      |
| 17  | Scott Redding    | OCTO Pramac Yakhnich          | Ducati  | +1'56.177 | 0      |

### Classificação Moto2
| Pos | Piloto              | Equipe                        | Moto     | Tempo     | Pontos |
| --- | ------------------- | ----------------------------- | -------- | --------- | ------ |
| 1   | Thomas Luthi        | Garage Plus Interwetten       | Kalex    | 38'49.473 | 25     |
| 2   | Franco Morbidelli   | Estrella Galicia 0,0 Marc VDS | Kalex    | +0.856    | 20     |
| 3   | Takaaki Nakagami    | IDEMITSU Honda Team Asia      | Kalex    | +1.179    | 16     |
| 4   | Hafizh Syahrin      | Petronas Raceline Malaysia    | Kalex    | +1.359    | 13     |
| 5   | Jonas Folger        | Dynavolt Intact GP            | Kalex    | +1.970    | 11     |
| 6   | Lorenzo Baldassarri | Forward Team                  | Kalex    | +5.292    | 10     |
| 7   | Alex Rins           | Paginas Amarillas HP 40       | Kalex    | +7.962    | 9      |
| 8   | Simone Corsi        | Speed Up Racing               | Speed Up | +8.421    | 8      |
| 9   | Mattia Pasini       | Italtrans Racing Team         | Kalex    | +8.556    | 7      |
| 10  | Axel Pons           | AGR Team                      | Kalex    | +13.740   | 6      |
| 11  | Marcel Schrotter    | AGR Team                      | Kalex    | +15.381   | 5      |
| 12  | Sandro Cortese      | Dynavolt Intact GP            | Kalex    | +16.089   | 4      |
| 13  | Xavi Vierge         | Tech 3 Racing                 | Tech 3   | +16.564   | 3      |
| 14  | Julian Simon        | QMMF Racing Team              | Speed Up | +22.155   | 2      |
| 15  | Danny Kent          | Leopard Racing                | Kalex    | +22.190   | 1      |
| 16  | Xavier Simeon       | QMMF Racing Team              | Speed Up | +27.892   | 0      |
| 17  | Jesko Raffin        | Sports-Millions-EMWE-SAG      | Kalex    | +29.045   | 0      |
| 18  | Ratthapark Wilairot | IDEMITSU Honda Team Asia      | Kalex    | +29.195   | 0      |
| 19  | Iker Lecuona        | CarXpert Interwetten          | Kalex    | +31.565   | 0      |
| 20  | Remy Gardner        | Tasca Racing Scuderia Moto2   | Kalex    | +31.722   | 0      |
| 21  | Sam Lowes           | Federal Oil Gresini Moto2     | Kalex    | +32.701   | 0      |
| 22  | Johann Zarco        | Ajo Motorsport                | Kalex    | +35.232   | 0      |
| 23  | Edgar Pons          | Paginas Amarillas HP 40       | Kalex    | +38.296   | 0      |
| 24  | Robin Mulhauser     | CarXpert Interwetten          | Kalex    | +38.716   | 0      |
| 25  | Alex Marquez        | Estrella Galicia 0,0 Marc VDS | Kalex    | +44.146   | 0      |

### Classificação Moto3
| Pos | Piloto                | Equipe                   | Moto     | Tempo     | Pontos |
| --- | --------------------- | ------------------------ | -------- | --------- | ------ |
| 1   | Brad Binder           | Red Bull KTM Ajo         | KTM      | 38'39.142 | 25     |
| 2   | Francesco Bagnaia     | Northgate Mahindra ASPAR | Mahindra | +0.183    | 20     |
| 3   | Bo Bendsneyder        | Red Bull KTM Ajo         | KTM      | +0.336    | 16     |
| 4   | Stefano Manzi         | Mahindra Racing          | Mahindra | +0.787    | 13     |
| 5   | Nicolo Bulega         | SKY Racing Team VR46     | KTM      | +0.802    | 11     |
| 6   | Fabio Di Giannantonio | Gresini Racing Moto3     | Honda    | +0.883    | 10     |
| 7   | Enea Bastianini       | Gresini Racing Moto3     | Honda    | +1.016    | 9      |
| 8   | Aron Canet            | Estrella Galicia 0,0     | Honda    | +1.409    | 8      |
| 9   | Joan Mir              | Leopard Racing           | KTM      | +1.193    | 7      |
| 10  | Jorge Martin          | Northgate Mahindra ASPAR | Mahindra | +1.624    | 6      |
| 11  | Gabriel Rodrigo       | RBA Racing Team          | KTM      | +2.400    | 5      |
| 12  | Philipp Oettl         | Schedl GP Racing         | KTM      | +8.585    | 4      |
| 13  | Jules Danilo          | Ongetta-Rivacold         | Honda    | +12.807   | 3      |
| 14  | Andrea Locatelli      | Leopard Racing           | KTM      | +12.839   | 2      |
| 15  | Jakub Kornfeil        | Drive M7 SIC Racing Team | Honda    | +12.885   | 1      |
| 16  | Juanfran Guevara      | RBA Racing Team          | KTM      | +13.174   | 0      |
| 17  | John Mcphee           | Peugeot MC Saxoprint     | Peugeot  | +13.216   | 0      |
| 18  | Lorenzo Dalla Porta   | SKY Racing Team VR46     | KTM      | +13.326   | 0      |
| 19  | Hiroki Ono            | Honda Team Asia          | Honda    | +16.963   | 0      |
| 20  | Livio Loi             | RW Racing GP BV          | Honda    | +32.397   | 0      |
| 21  | Darryn Binder         | Platinum Bay Real Estate | Mahindra | +39.125   | 0      |
| 22  | Khairul Idham Pawi    | Honda Team Asia          | Honda    | +39.140   | 0      |
| 23  | Adam Norrodin         | Drive M7 SIC Racing Team | Honda    | +39.257   | 0      |
| 24  | Marco Bezzecchi       | Mahindra Racing          | Mahindra | +39.414   | 0      |
| 25  | Tatsuki Suzuki        | CIP-Unicom Starker       | Mahindra | +39.516   | 0      |
| 26  | Maria Herrera         | MH6 Team                 | KTM      | +39.714   | 0      |
| 27  | Fabio Spiranelli      | CIP-Unicom Starker       | Mahindra | +51.679   | 0      |
| 28  | Lorenzo Petrarca      | 3570 Team Italia         | Mahindra | +1'09.870 | 0      |
| 29  | Andrea Migno          | SKY Racing Team VR46     | KTM      | +1'32.740 | 0      |